# 桑津天神社
桑津天神社（くわづてんじんじゃ）は、大阪市東住吉区桑津三丁目にある神社。祭神は少彦名神をはじめ、明治時代の合祀により菅原道真、須佐之男命、奇稲田比売命、野見宿禰、天児屋根命、布刀玉命、天宇受売命、猿田毘古神、経津主命、健甕槌命の計11柱。旧社格は村社。

## 由緒
社伝によれば、仁徳天皇の妃である日向髪長媛が病気に罹ったとき、天皇が少彦名神に全快を祈って快癒し、それが縁でこの地に同神を勧請された。
髪長媛は、神の資格のある采女として日向国より召され、仁徳天皇妃となり、桑津の地に居住していたという。
明治5年（1872年）村社に列した。明治41年（1908年）近隣の林神社（牛頭天王社）を合祀し、翌明治42年（1909年）神饌幣帛料供進指定神社となった。

## 祭礼
- 夏祭り：7月16日～17日
- 本祭（秋祭り）：10月16日～17日

両祭ともだんじりが曳かれる。

## 所在地
大阪市東住吉区桑津3-4-17